# 逃亡者 (1947年の映画)
『逃亡者』（とうぼうしゃ、The Fugitive）は、1947年のアメリカ合衆国のサスペンス・ドラマ映画。グレアム・グリーンの小説『権力と栄光』の映画化である。

## あらすじ
1930年代のメキシコは、新政府によって酒とカトリックを追放する政策がとられていた。ある司祭が国外逃亡を図ろうとするが…。

## キャスト
- 司祭：ヘンリー・フォンダ（家弓家正）
- ドロレス・デル・リオ
- ペドロ・アルメンダリス
- J・キャロル・ネイシュ
- レオ・キャリロ
- ウォード・ボンド
- ロバート・アームストロング[2]
- ジョン・クォーレン[2]

## 受賞
第9回ヴェネツィア国際映画祭
- 受賞：国際賞 - ジョン・フォード
- 受賞：国際カトリック映画事務局賞